# Asiodidea
Asiodidea là một chi ruồi trong họ Syrphidae.